# Andrija Artuković

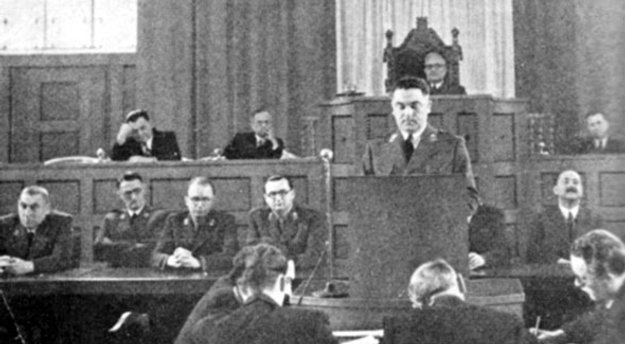
Andrija Artuković, ministro de Interior (1941) del estado títere fascista de Croacia y criminal de guerra genocida durante la II Guerra Mundial

Andrija Artuković (Klobuk, cerca de Ljubuški, en Bosnia-Herzegovina, entonces parte de Austria-Hungría, 29 de noviembre de 1899-Zagreb, 16 de enero de 1988) fue un abogado y político croata miembro el movimiento Ustaše / Ustacha, condenado por crímenes de guerra cometidos en el Estado Independiente de Croacia (NDH), del cual fue Ministro Interior (1941) y Ministro de Religión y Educación (1942-1943).

## Biografía
Se crio entre 13 hermanos en una granja y estudió en una escuela administrada por franciscanos cerca del monasterio cercano de Široki Brijeg (Herzegovina). Obtuvo un doctorado en derecho de la Universidad de Zagreb en 1924. Desde 1926 ejerció la abogacía en Gospić, en la región de Lika. En 1929 se integró en la organización terrorista nacionalista Ustaše y dirigió una rebelión fallida en Lika, tras la cual huyó a Italia. Allí Ante Pavelic, líder del movimiento, lo transformó en su mano derecha. En diversas comisiones de la organización viajó por Europa y en 1934 fue detenido en Londres en relación al asesinato en Marsella del rey Alejandro I de Yugoslavia, pero tras pasar tres meses en una prisión parisina fue extraditado y tras dieciséis meses en una prisión de Belgrado, fue juzgado y absuelto en 1936. Regresó brevemente a Gospić antes de viajar a Austria en mayo. Más tarde se fue a Alemania, donde participó en la difusión de la propaganda del grupo Ustaše. A principios de 1937 vivía en Berlín cuando fue interrogado por la Gestapo y, bajo amenaza de arresto, huyó a Francia. Luego estuvo una temporada en Budapest y volvió a Berlín. A fines de la década de 1930, la Ustaše había adoptado los principios fascistas de sus patrocinadores y protectores financieros italianos. Tras la creación del estado títere nazi croata, en 1941 Artuković fue nombrado Ministro del Interior del nuevo estado y organizó la apertura de alrededor de 25 campos de concentración como el de Jasenovac y en el asesinato en masa de serbios ortodoxos y protestantes, judíos (en su mayoría sefardíes de origen ibérico), gitanos, partisanos comunistas, opositores políticos y otras minorías en un número que vacila entre los 600.000 y un millón. Por estos hechos fue conocido con el sobrenombre de "Himmler de los Balcanes". Participó en la mayoría de actos importantes del NDH junto al dictador títere en Croacia de los nazis Ante Pavelić, incluyendo la visita que los Ustacha hicieron a Adolf Hitler el 7 de junio de 1941.
Tras la guerra se evadió con ayuda de la Iglesia Católica hacia Suiza e Irlanda bajo la falsa identidad de Alois Aniche. Con documentación irlandesa emigró a California, donde vivió en Seal Beach hasta mediados de la década de 1980. Aunque las autoridades yugoslavas solicitaron su extradición para juzgarlo por crímenes de guerra, esta fue suspendida por un juez de inmigración y aparcada durante dos décadas a causa de la presión de los anticomunistas y de la Iglesia Católica estadounidense, pero se reactivó tras una larga batalla legal. Finalmente, fue extraditado en febrero de 1986 y juzgado en Zagreb por crímenes de guerra y contra la Humanidad. El tribunal emitió sentencia de muerte el 14 de mayo de 1986, pero un año después las autoridades dictaminaron que no estaba en sus cabales para ser ejecutado a causa de la demencia senil. Falleció de causas naturales en un hospital de la prisión en Zagreb el 16 de enero de 1988, a los 88 años de edad. Nunca, ni siquiera durante su juicio, mostró señales de arrepentimiento:
«Los campos no fueron creados sin motivo ni solo para divertirse. [...] Si fueron creados es porque eran necesarios: no fue sin razón. Los partisanos y los comunistas llevaban a cabo actividades peligrosas contra la gente y contra Croacia. Querían destruir el Estado de Croacia.» Andrija Artuković, durante su juicio en Zagreb.